# Hárs Ernő
Hárs Ernő (Magyaróvár, 1920. szeptember 26. – Budapest, 2014. június 4.) József Attila- és Déry Tibor-díjas magyar költő, műfordító.

## Életpályája
1938–1943 között a József Nádor Műszaki és Gazdaságtudományi Egyetem Közgazdaságtudományi Karán tanult. 1943-tól katona volt. 1945–1946 között a Földművelésügyi Minisztérium segédelőadója volt. 1946-tól 30 évig a Külügyminisztérium gazdaságpolitikusa, majd a nemzetközi szervek főosztályának munkatársa volt, 1976-tól szabadfoglalkozású író.
Halk szavú, a mindennapok világára figyelő lírikus, akit az emberi lét végső kérdései foglalkoztattak. Tisztítótűz című verseskötete és a Hullámgyűrűk című prózai emlékezései jelentősek.     
Húsz saját kötete (versek, tanulmányok és egy szakkönyv a diplomácia világáról) mellett gazdag műfordítói életművet hozott létre, főként német, olasz és portugál nyelvű alkotások magyarra átültetésével. Ezek sorából kiemelkedik két eposz: Torquato Tasso tollából A megszabadított Jeruzsálem, illetve Luís de Camões műve, A lusiadák, amelynek magyarra fordításáért a portugál államtól megkapta a Tengerész Henrik Érdemrend lovagkeresztjét, valamint Francesco Petrarca Diadalmenetek című, korábban magyarul kiadatlan művének tolmácsolása.     
Ő ültette magyarra Michael Ende A Végtelen Történet című világsikerű regényét. Több kötettel gazdagította a magyar gyermekvers-irodalmat is.
1993-ban József Attila-díjjal tüntették ki, 1996-ban elnyerte a győri költészeti biennále fődíját és Radnóti-díjat vehetett át, 2003-ban Déry Tibor-díjjal jutalmazták, 2010-ben Hieronymus-díjat kapott műfordítói munkásságának elismeréseként.     
Hárs Ernő alkotói pályáját 2011-ben Stephanus-díjjal is jutalmazták, 2009-ben pedig a Magyar Írószövetség örökös tagja lett.     
2014. június 4-én este hunyt el.

## Művei
- Az Európai Gazdasági Bizottság 20 éve (tanulmány, 1968)
- Lépcsőfokok (versek, 1972)
- Toronyzene (versek, 1978)
- A nemzetközi szervezetek világa (tanulmány, 1982)
- Tisztítótűz (versek, 1984)
- Mit kell tudni a nemzetközi szervezetekről (Hajnal Sándorral, Ravasz Károllyal, ismeretterjesztő, 1987)
- Hétalvó napsugárka (Dékány Péterrel, gyermekversek, 1990)
- Hullámgyűrűk (prózai emlékezések, 1990)
- Éjféli tárlat (versek, 1991)
- Szeptember tenyerén (versek, 1992)
- Emlékezzünk régiekről (történelmi tárgyú költői munkák, 1993)
- Aranyhíd (versek, 1997)
- A dal szüli énekesét (tanulmányok, prózai írások, 1999)
- Túl az Óperencián (összegyűjtött gyermekversek, 2000)
- A mindenség rácsai közt (válogatott és új versek, 2001)
- Palacküzenet (versek, 2004)
- Kereszt és koszorú. Búcsú a XX. századtól (2006)
- Tarlóvirágok (válogatott kiadatlan versek, 2007)
- Áldozati füst (versek és műfordítások, 2008)
- Életed nélkül (válogatott versek, 1942-2009, 2010)
- Odüsszeusz visszanéz. Válogatott versek és műfordítások; utószó Zsille Gábor; Szt. István Társulat, Bp., 2011

## Műfordításai
- Mozaik (versek, műfordítások, 1944)
- Csillagóra (versek és műfordítások, 1964)
- Albert Steffen: Pestalozzi (verses dráma, magánkiadás, 1968)
- Árnyak a barlang falán I–II. (válogatott műfordítások, 1983–2003)
- Luís de Camões: A lusiadák (eposz, 1984)
- Michael Ende: A Végtelen Történet (fantasztikus regény, 1985)
- Fekete lángok. Fekete-Afrika írásos költészete (Keszthelyi Tiborral, I. kötet: 1986; II. kötet: 1989)
- Charles Baudelaire: A mesterséges mennyországok (esszé, 1990)
- Luís de Camões: Mit vársz, remény? (szonettek, 1992)
- A. Haushofer: Moabita szonettek (szonettek, 1992)
- Torquato Tasso: A megszabadított Jeruzsálem (eposz, 1996)
- Michael Ende: A varázslóiskola (kisprózák, verses mesék, 1996)
- Lucifero: Petőfi Sándor Szibériában (1999)
- A hűség énekei (Meyer és Goethe, 2001)
- Kaleidoszkóp (zenei műfordítás, 2002)
- Csengj halkan, dalom (Liszt-dalszövegek, 2006)
- Francesco Petrarca: Diadalmenetek (2007)
- Tavaszi vágyakozás – dalciklusszövegek I. (11 zeneszerző 25 műve, kétnyelvű, 2010)
- A tizenöt éves Liszt Ferenc naplója; franciából ford. Hárs Ernő, utószó Klukon Edit; Borda Antikvárium, Zebegény, 2011
- Nyári éjszakák. Dalciklusszövegek II.; ford. Hárs Ernő; Eötvös, Bp., 2013 (Eötvös klasszikusok); 23 zeneszerző 54 műve, kétnyelvű, 2013
- Dante Alighieri: A virág (szonettek, 2015)

## Díjai
- Szocialista Munkáért Érdemérem (1960)
- Portugál Műfordítói Díj (1987)
- az Év Könyve-jutalom (1996)
- a győri költészeti biennálé fődíja (1996)
- Radnóti-díj (1996)
- Stephanus-díj (2011)